# Bawarski PtL 2/2
Bawarski PtL 2/2 – niemiecka lokomotywa parowa produkowana w latach 1908-1914. Zostały wyprodukowane w liczbie 20 sztuk. Parowozy były używane do prowadzenia pociągów osobowych na liniach lokalnych.

## Historia
Maszyny bawarskie były uniwersalnymi parowozami do pociągów towarowych i osobowych na trasach lokalnych, były wykorzystywane również do prac manewrowych na małych stacjach kolejowych. To pierwsze bawarskie parowozy na parę przegrzaną. Parowozy bawarskie były eksploatowane do 1963 roku. Jeden parowóz bawarski został zachowany jako czynna lokomotywa parowa we frankońskim Neuenmarkt. 

## Konstrukcja
Parowozy miały ostoję wewnętrzną. Umieszczone na zewnątrz cylindry parowe napędzały drugą oś sprzężoną parowozu. Zastosowano w nich zewnętrzny rozrząd Heusingera. Kotły początkowo nie miały zbieralnika pary, tylko przepustnice pary. Zawory bezpieczeństwa były umieszczone na stojaku klasycznej konstrukcji. Dzwon ostrzegawczy był parowy. Zapasy węgla znajdowały się w skrzyniach w szklanej gablotce parowozu.